# Abdullah Cevdet
Abdullah Cevdet (عبدالله جودت en turco otomano; 9 de septiembre de 1869 – 29 de noviembre de 1932) fue un médico, escritor e intelectual turco otomano de origen kurdo, considerado como uno de los ideólogos de los Jóvenes Turcos. Fue uno de los fundadores del Comité de la Unión y el Progreso, aunque en 1908 se enfrentó a él y se unió al Partido Democrático que tres años después se fusionó con el Partido de la Libertad y el Acuerdo.
Era un nacionalista antirreligioso que propuso aplicar en Turquía la modernización llevada a cabo por Japón en la Era Meiji para hacer frente al imperialismo occidental. En sus escritos hablaba de Japón como el portador «de la espada, para los opresores, para los insolentes invasores; de la antorcha para los oprimidos, para los que alumbran su propio futuro».